# シムシティ frontier
『シムシティ frontier』（シムシティ フロンティア）とは2009年3月2日より提供されているiモード携帯電話用のゲームである。ハドソンがエレクトロニック・アーツよりライセンスを受け提供している。
様々なプラットフォームで展開されているリアルタイム都市経営シミュレーションゲーム、シムシティシリーズの一つである。『シムシティ2000』と『3000』の中間を取ったシステムであるが、オリジナルの要素を多く採用している。
グラフィックはフル3Dで描写され、高低差の概念も存在する。従来のシリーズに比べるとオリジナル要素のためか、難易度は易しい。タッチパネル非対応。

## 高低差
土地には高低差が存在する。高さに差がある土地をまたがって建物を建てることはできなくなっており、都市建設上の障害となる。プレイヤー側で高低差を変更することはできない。また、建物が建てられている高さによって収支にも影響がある。

## マニフェスト
今作の大きな特徴として「マニフェスト」が存在する。これはメニューにある設定されたマニフェストの中から一つを選択し、それを達成する事で街の水準レベルと設置可能な施設が増えるというものである。マニフェストの内容は多岐に渡り道路の設置数を計40線にする、公園を15箇所設置する、原子力発電所を設置する等様々である。ゲーム開始時に設置可能な施設はごく少数で最低限のものしか無いため、都市の発展にマニフェストの達成は必要不可欠となる。また都市の水準レベル向上は人口増加にも大きく影響する。最初期のマニフェストは非常に簡単なものだが、達成する毎に新たなマニフェストを宣言出来るようになり達成条件も困難になっていく。その分特別収入が得られるカジノやリゾートホテルの設置が可能になっていく。

## カリスマ
施設の設置や区画の決定には資金とは別に新たなポイント、「カリスマ」が必要となる。カリスマが足らないとたとえ資金があっても設置をする事が出来ない。カリスマは施設の設置や区画の決定をする事で消費していく。ポイントは毎年の決算で補充されるが、資金を消費してカリスマを得る事も可能。

## 都市連携
ネットワーク対応である今作では、近隣の都市と提携する事が可能となっている。周辺都市一覧の画面から別のプレイヤーの都市を選択し都市提携申請を送り、承認されれば提携都市となる。提携した都市とは、自然災害等が起こった時に資金援助の申し出をする事が出来る（申請拒否も可能）。申し出が承認されると資金の提供が成される。
この周辺都市一覧の画面は、iウィジェットからも確認可能。